# Allegheny Energy
Allegheny Energy ist ein Energieunternehmen aus den Vereinigten Staaten. Das Unternehmen war im S&P 500 gelistet. Firmensitz des Unternehmens war Greensburg, Pennsylvania.
Im Unternehmen waren rund 4.211 Mitarbeiter beschäftigt (Stand: Dezember 2010). Das Unternehmen wurde 1925 gegründet.
Das Unternehmen versorgte die Gebiete Western Pennsylvania, Western Maryland, Northern Western Virginia und Northwest Virginia mit Energie. Allegheny Energy erzeugte 95 % aus Kohlekraftwerken. Kraftwerke befinden sich nördlich von Pittsburgh und in Pennsylvania (Allegheny Power), südlich von Pittsburgh (West Penn Power), in West Virginia (Monongahela Power), westlich von Maryland und nördlich Virginia (Potomac Edison Power) sowie in West Virginia (Mountaineer Gas).
Anfang 2006 verkaufte Allegheny Energy die Energieversorgung im östlichen Ohio an seinen Konkurrenten American Electric Power. Zum 28. Februar 2011 wurde Allegheny Energy von FirstEnergy übernommen.